# Кавказоведение
Кавказове́дение (Кавказиология) — совокупность научных дисциплин, изучающих природу, историю, экономику, литературу, языки, искусство, религию, философию, этнографию, проблемы безопасности, памятники материальной и духовной культуры стран Кавказа.

## История
Научное (описательное) изучение Кавказа началось в конце XVIII века во время Академических экспедиций.
Кавказоведение как комплексная наука со своими методами сложилось в XX веке.

## Структура
По региональной специализации в кавказоведении достаточно чётко оформились такие направления, как азербайджановедение, картвелология, арменистика, дагестановедение, лезгиноведение, осетиноведение, чеченоведение, ингушеведение, карачаево-балкароведение, адыговедение и абхазоведение.

## Центры кавказоведения
- Институт языка, литературы и искусства им. Гамзата Цадасы
- Институт языкознания им. Арн. Чикобава (Грузия)[5]
- Институт кавказоведения (Грузия)[6]
- Абхазский институт гуманитарных исследований
- Адыгейский республиканский институт гуманитарных исследований имени Т.М. Керашева
- Кабардино-Балкарский Институт гуманитарных исследований[7]
- Северо-Кавказский НИИ экономических и социальных проблем (Центр системных региональных исследований и прогнозирования ИППК ЮФУ г. Ростова-на-Дону)[8]
- Институт социологии и регионоведения ЮФУ[9]
- Институт социально-политических исследований РАН (Ростов-на-Дону)
- Отдел кавказских языков Института языкознания РАН (Москва)[10]
- Отделение кавказоведения в Йенском университете (Германия)[11]
- Кабардино-Балкарский государственный университет имени Х. М. Бербекова

## Кавказоведы
Известные кавказоведы России и СССР:
- Агларов, Мамайхан Агларович
- Алексеев, Михаил Егорович
- Авскентьев, Виктор Анатольевич[12]
- Амиров, Шахмардан Назимович
- Анфимов, Никита Владимирович[13]
- Блиев, Марк Максимович
- Бзаров, Руслан Сулейманович
- Бокарёв, Евгений Алексеевич
- Волкова, Наталия Георгиевна
- Воронов, Юрий Николаевич
- Гаджиева, Сакинат Шихамедовна
- Гадло, Александр Вильямович
- Гакаев, Джабраил Жоколаевич
- Гамкрелидзе, Тамаз Валерианович
- Генко, Анатолий Несторович
- Гмелин, Самуил Готлиб
- Гюльденштедт, Иоганн Антон
- Джафаров, Селим Абдуллатипович
- Добаев Игорь Прокопьевич
- Исаев, Магомет Измайлович
- Кибрик, Александр Евгеньевич
- Климов, Георгий Андреевич
- Ковалевская, Вера Борисовна
- Кодзасов, Сандро Васильевич
- Козенкова, Валентина Ивановна
- Крупнов, Евгений Игнатьевич
- Кумыков, Туган Хабасович
- Лавров, Леонид Иванович
- Ломтатидзе, Кетеван Виссарионовна
- Липина, Светлана Артуровна
- Магомедов, Расул Магомедович
- Марр, Николай Яковлевич
- Мещанинов, Иван Иванович
- Миллер, Александр Александрович
- Миллер, Всеволод Фёдорович
- Николаев, Сергей Львович
- Орбели, Русудана Рубеновна[14]
- Пищулина, Виктория Владимировна
- Раев, Борис Аронович
- Сизов, Владимир Ильич
- Соловьёв, Лев Николаевич
- Соломин, Александр Владимирович
- Спицын, Александр Андреевич
- Старостин, Сергей Анатольевич
- Уварова, Прасковья Сергеевна
- Фелицын, Евгений Дмитриевич
- Хайдаков, Саид Магомедович
- Хрушкова, Людмила Георгиевна
- Чикобава, Арнольд Степанович
- Черноус, Виктор Владимирович[15]
- Шагиров, Амин Кабцуевич
- Шанидзе, Акакий Гаврилович
- Шёгрен, Андрей Михайлович